# Nihei Cutomu
Nihei Cutomu (弐瓶 勉; Hepburn: Nihei Tsutomu) mangaművész (mangaka). 1971-ben született Fukusima prefektúrában, Japánban.
Építészmérnöknek tanult, ami meg is látszik a művein. Miután megkapta a diplomáját, egy cégnél dolgozott New Yorkban.
Amikor visszatért Japánba, elhatározta, hogy mangaka lesz, ezért elment az Afternoon Monthly (Kodansha) szerkesztőségébe. Egy ideig Takahasi Cutomu asszisztenseként dolgozott. 1994-ben debütált az első munkájával, mint önálló alkotó, az Afternoonban, a Blame című one-shot mangával (ami nem tévesztendő össze a későbbi, jóval hosszabb Blame! cíművel), amiért egy díjat is nyert (legjobb új mangaka).
Ezek után 1994-től 2003-ig szintén az Afternoon lapjain jelent meg a Blame! című mangája, amely 10 kötet lett összesen. Az építészet domináns része alkotásainak, ha a hátterek megrajzolásáról és a térábrázolásról van szó. Ezek a hatalmas épületek is az egyedi stílus ismertetőjegyei. Nihei rajzait páran a késő barokk korban élt olasz építész-mérnök, Giovanni Battista Piranesi karcolataihoz hasonlítják.

## Művei
- Abara (アバラ) (Sueisha, 2005-2006)
- Abba (2005)
- Bitch's Life Illustration File (ビッチズ・ライフイラストレーションファイル) (Graphicsha, 2001)
- Blame (ブラム) (Kodansha, 1994)
- Blame! (ブラム!) (Kodansha, 1997-2003)
- Blame!² (ブラム!²) (Kodansha, 2008)
- Blame Academy! (ブラム学園!) (Kodansha, 2004)
- Blame Academy! 2 (ブラム学園! 2) (Kodansha, 2007)
- Blame Academy! 3 (ブラム学園! 3) (Kodansha, 2008)
- Blame Gakuen! And So On (ブラム学園! アンドソーオン―弐瓶勉作品集) (Kodansha, 2008)
- Biomega (バイオメガ) (Kodansha, 2004, Shueisha, 2007-2009)
- Dead Heads (Kodansha, 2002)
- Digimortal (デジモータル) (Shueisha, 2004)
- Halo: Breaking Quarantine (Bungie Studios, Marvel Comics, 2006)
- Net Sphere Engineer (ネットスフィアエンジニア) (Shueisha, 2005)
- NOiSE (ノイズ) (Kodansha, 2001)
- Sabrina (2002)
- Sidonia no Kishi (シドニアの騎士) (Kodansha, 2009)
- Winged Armor Suzumega (戦翅甲蟲 天蛾) (Square Enix, 2007)
- Rozsomák: Snikt! 1-5 (Marvel Comics, 2003)
- Zeb-Noid (ゼブノイド) (Akita Shoten, 2004)
- Artbook: Blame! And So On… (Kodansha, 2003)

### Magyarul megjelent művei
- Rozsomák. Snikt!; ford. Varga Péter; Goodinvest Kft., Bp., 2006